# Ивана Живић Јерковић
Ивана Живић Јерковић (Сарајево, 29. јул 1979) српска је сликарка и мултимедијална умутница. Она је на ликовну сцену Србије ступила са првом самосталном изложбом у Београду 1999. године. На Факултету ликовних уметности Универзитета у Београду дипломирала је сликарство 2004. године, а четири године касније (2008) окончала је и последипломске студије. Члан је Удружења ликовних уметника Србије од 2006. године.
До сада је своја дела излагала на више самосталних и колективних изложби у земљи и иностранству. Носилац је већег броја награда и признања.

## Живот и каријера
Ивана Живић Јерковић, рођена је у Сарајеву, СР Босна и Херцеговина, СФР Југославија, 29. јула 1979. На сликарском одсеку Факултета ликовних уметности Универзитета у Београду, дипломирала је сликарство 2004. године, да би четири године касније (2008) на истом факутету окончала и последипломске студије, из области сликарства.
Члан је Удружења ликовних уметника Србије (УЛУС) од 2006. године. До сада је своја дела излагала на већем броју самосталних и колективних изложби у земљи и иностранству.
За уметнички рад, Ивани Живић Јерковић додељен је већи броја награда и признања. Живи и ствара у Београду као самостални уметник.

## Ликовно стваралаштво

### Природа као инспирација
Природа и њени витални елементи (нпр. вода) су једна од трајних инспирација уметнице.
На сликама Иване Живић Јерковић, сценски прикази су најчешће крупни, увек одабрани, јасно исказани у средишњем делу слике, било да је у питању призор или детаљ. Користећи се вешто сценографијом уметница истиче свежину доживљеног призора. Или, како каже о раду уметнице историчарка уметности Зорица Атић, 
| „ | Сценографија са природом је модерна интервенција на класичној представи пејзажа. | ” |

Сликарска дела Иване Живић, са којима смо се сусретали у бројним галеријама и галеријским просторима у земљи и иностранству, увек нас изнова приморавају да застанемо и гледамо, неки нови свет, који је заправо онај праисконски у коме миленијумима живимо. Њени пастели, инсталације и уља на платну, симболишу утврђене вредности попут дуготрајности, стабилности, лепоте, мудрости, и сугеришу да наставимо своје трајање. 
| „ | Темпо савременог начина живљења и потрошачка филозофија чини однос човек - природа све привременијим и неприроднијим, а та привременост обележава и људске односе. Живот урбаног човека на дневном нивоу дотиче на стотине људи, утисака и догађаја, а немогућност адекватног одговора свим сусретањима, доводи до тога да се на најмању могућу меру сведе дубина тих додира. Отуда нас слике Иване Живић упућују да застанемо и угледамо, позивају на предах. | ” |

### Циклус слика „Собе од воде”
Серија Иваниних радова из 2014. године под називом „Собе од воде“, кроз приказ ограниченог простора собе не само да:
| „ | Проблематизује важна питања садашњице и у симболичко-асоцијативном следу, не нуди само вредне личне интерпретације, већ у смислу уметничког развитка њеног аутора, представља сублимат искустава и назначује да ће на њиховом трагу бити још много тога да изненади. | ” |

У овом циклусу Иване Живић Јерковић је „своје пливаче” из истоименог циклуса пастела изместила је:
| „ | Са топлог фона папира у контекст соба и отворених простора у медиј уљане слике. Од серије фотографија пливача у базену у техници пастела, преко дигитално генерисане скице, Ивана Живић долази до слика средњег и великог формата, где су фигуре деформисане кретањем и са одсјајима воде, свака у својој, пажљиво изабраној соби или простору. | ” |

Према речима историчарке уметности Зорице Атић, искуства затворених простора у којима се борави, било да су јавни или приватни, простори интиме или сусретања, уметница циклусом слика "Собе од воде" чини ликовно опипљивим и стварним.
| „ | Радови су настали према фотографијама пливача у базену. Тела пливача измештена су из базена и постављена у ентеријер потпуно другачијег значења. Обучена у складу са амбијентима и ситуацијама, тела и даље имају флуидна изобличења које ствара кретање кроз воду или поглед кроз простор испуњен течношћу. Пливање као једини вид кретања простором слике, намеће снажан доживљај заборављеног, потопљеног простора, или простора сна. Вода није насликана - њен флуид и атмосферу подводне реалности стварају и шире из себе пливачи. Лакоћа и слобода покрета њихових тела у супротности је са доживљајем заточености и самоће у простору слике. „Собе од воде”, сугеришу тоњење, потапање, дављење, али и трагање. Измештеност појединца у потопљени, усамљени свет урбаног живљења, упућује на преиспитивање животних избора, односа и окружења. | ” |

## Самосталне изложбе
| Година | Назив изложбе и место одржавања |
| ------ | --- |
| 2015.  | - Собе од воде, Салон 77 ГСЛУ Ниш, Ниш - Собе од воде, Слике, Галерија УЛУС, Београд |
| 2013.  | - Слике, Културни центар Гроцка, Београд |
| 2012.  | - Димитрије Башичевић Мангелос, производња 2011, Галерија Звоно, Београд |
| 2011.  | - Стикери, инсталације слике, Галерија Модерне уметности Лазаревац, Лазаревац |
| 2010.  | - Open studio, Cite Internacionale des Artist in residents, Париз - Играчке, инсталације, Галерија Дома омладине, Београд - Антидепресиви, дигиталне графике, Галерија 73 (Галерија 73), Београд             |
| 2008.  | - Стикери, инсталације слике, Галерија Модерне уметности Лазаревац, Лазаревац - Последипломска изложба, цртежи и слике, Галерија ФЛУ, Београд - Излог, цртежи и слике, Галерија Коларчеве задужбине, Београд |
| 2007.  | - Стикери, инсталације слике, Галерија Модерне уметности Лазаревац, Лазаревац - Призори, СУЛУЈ, Београд - Слике, Галерија Изба, Нови Сад                                                                     |
| 2005.  | - Стикери, инсталације слике, Галерија Модерне уметности Лазаревац, Лазаревац - Слике, Завод за проучавање културног развитка, Београд                                                                       |
| 2002.  | - Стикери, инсталације слике, Галерија Модерне уметности Лазаревац, Лазаревац - Цртежи, Дом културе Студентски град, Београд                                                                                 |
| 1999.  | - Цртежи, Галерија кућа Ђуре Јакшића, Београд |

## Колективне изложбе
| Година | Назив изложбе и место одржавања |
| ------ | --- |
| 2014.  | - Боа, Београд, Опен Арт, Културни центар Београда - УЛУС-ова изложба, Уметнички павиљон „Цвијета Зузорић”, Београд |
| 2013.  | - Други бијенале цртежа Панчево, Филозофски факултет, Звечан - Лауреати награде за цртеж 2013. Владимира Величковића, Галерија Хаос, Београд - Отворени „Октобарски салон”, Београд - Шести међународни бијенале Изложба пастела, Пољска - УЛУС-ова изложба, Уметнички павиљон „Цвијета Зузорић”, Београд - 30 х 30 см, Савремена галерија Зрењанин, Зрењанин                       |
| 2012.  | - 30 х 30 см, Савремена галерија Зрењанин, Зрењанин |
| 2010.  | - 10. Међународни бијенале уметности минијатуре, Горњи Милановац - Цртежи, 107`Галлери Земун |
| 2009.  | - Друго бијенале цртежа, Историјски архив, Панчево - УЛУС-ова јесења изложба, Уметнички павиљон „Цвијета Зузорић”, Београд - Идентитет, Културни центар Ерасме Јанер, Барселона, Шпанија - Годишња изложба, Галерија Коларчеве задужбине, Београд - Девета изложба младих, Културни центар Нови Пазар - УЛУС-ова пролећна изложба, Тхе Уметнички павиљон „Цвијета Зузорић”, Београд |
| 2008.  | - Слободна електронска форма Сајам КЕФ 9, Рекс, Београд - Бијенале ликовних и примењених уметности, Галерија савремене уметности, Смедерево - Лидија и пројекта Нела Антоновић у галерији О3оне, Београд - 9. Међународни бијенале минијатуре, Горњи Милановац - УЛУС-ова пролеће изложба, Уметнички павиљон „Цвијета Зузорић”, Београд                                             |
| 2007.  | - 2007. - Сајам кратке електронске форма КЕФ 8: 'тражимо посао ", Рек, Београд - 2007. - Мешовити свет, Културни центар града Тампере, Тампере, Финска |
| 2006.  | - Сајам кратке електронске форма КЕФ 7: Противотров, Рекс, Београд - Конкурс изложба, „И дође Тесла”, Галерија Прогрес, Београд, - Чланови УЛУС-а Уметнички павиљон" „Цвијета Зузорић”' 27.01-12.02.2006 |
| 2005.  | - Конкурс за изложбу Хуго Бос у Београду, предмет: Его(шк)арт: Нова едиција, Павиљон „Цвијета Зузорић” - Први међународни бијенале уметности минијатуре, Никшић, Црна Гора |
| 2003.  | - Уметничка колонија у Студентском центру „Суботица”, Отворени универзитет Галерија Суботица |

## Награде и признања
- 2016. — Награда за цртеж из Фондације „Владимир Величковић”
- 2014. — Прва награда Винер Штедиша, колекција савремене уметности
- 2012. — Похвала, за цртеж из фонда „Владимир Величковић”
- 2011. — Магеланова награда за продукцију рада, Београд
- 2009. — Похвала, Другог бијенала цртежа у Панчеву
- 2008. — Награда професору за колекцију радова,, 22 ПЧЕСА`` јун 2008
- 2005. — Metro cach and cerry, награда за учешће у календару - Енри
- 2004—2007. — Стипендија фондације за развој уметничког и научног подмлатка.[3]